# Donald McDougall

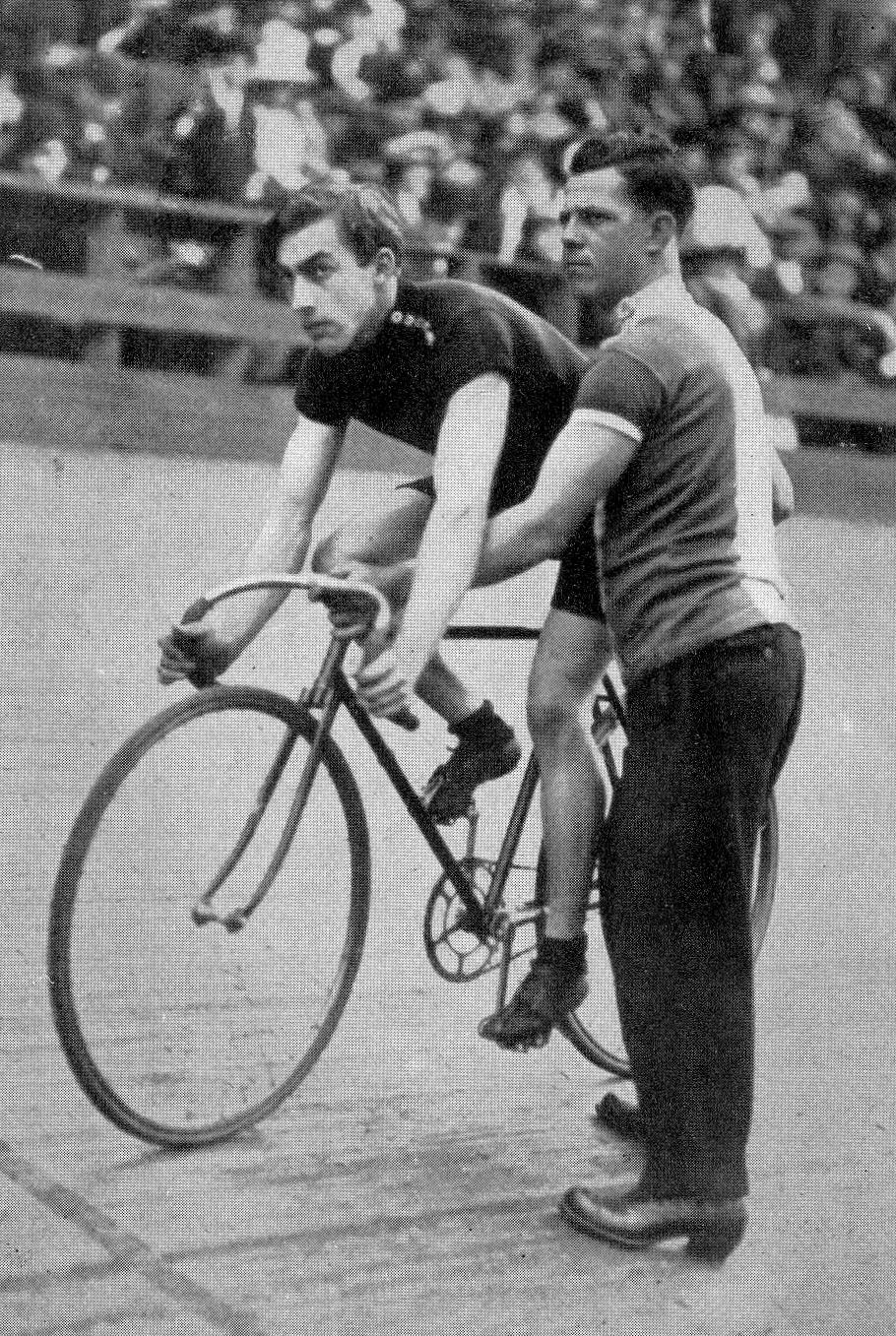
Donald McDougall

Donald McDougall war ein US-amerikanischer Bahnradsportler.
Bei den UCI-Bahn-Weltmeisterschaften 1912 auf der Radrennbahn in Newark wurde Lokalmatador Donald McDougall Weltmeister im Sprint der Amateure.
McDougall startete für den New York Athletic Club. 1912 und 1913 wurde er nationaler Meister im Sprint über die Viertelmeile. Zudem stellte er 1913 und 1914 vier nationale Rekorde auf.